# Acahual
Acahual är en ort i Mexiko.   Den ligger i kommunen Santo Domingo Teojomulco och delstaten Oaxaca, i den sydöstra delen av landet, 400 km sydost om huvudstaden Mexico City. Acahual ligger 1 190 meter över havet och antalet invånare är 117.
Terrängen runt Acahual är kuperad åt sydväst, men åt nordost är den bergig. Runt Acahual är det ganska glesbefolkat, med 27 invånare per kvadratkilometer. Närmaste större samhälle är El Arador, 7,3 km sydost om Acahual. I omgivningarna runt Acahual växer huvudsakligen savannskog.